# Jack Hollander
Jack Marvin Hollander (né le 13 avril 1927 - mort le 10 novembre 2019) est un physicien nucléaire américain. Il occupe divers postes en physique nucléaire, en énergie, en recherche environnementale et en administration universitaire tout au long de sa carrière. Il est également l'éditeur et fondateur de la revue académique Annual Review of Energy (aujourd'hui Annual Review of Environment and Resources (en)).

## Jeunesse et éducation
Jack M. Hollander nait dans une famille d'immigrants juifs d'Europe de l'Est le 13 avril 1927 à Youngstown, dans l'Ohio,. Il a deux frères et sœurs. Jack Hollander rejoint l'Université d'État de l'Ohio et obtient un baccalauréat en chimie en 1948. Il accède ensuite à l'Université de Californie à Berkeley, obtenant un doctorat en chimie nucléaire en 1951.

## Carrière
En 1968, il est l'un des cofondateurs du programme de recherche environnementale du laboratoire national Lawrence-Berkeley. De 1973à 1976, il est le premier directeur de la Division Énergie et Environnement du laboratoire, En 1980, il est cofondateur de l'American Council for an Energy-Efficient Economy. De 1979 à 1983, il est le premier directeur de l'Institut de l'énergie de l'Université de Californie. Il est aussi président du Beijer Institute of Energy and Human Ecology de 1976 à 1988. Il travaille à l'Ohio State University en tant que vice-président pour la recherche et les études supérieures de 1983 à 1989. Il est le rédacteur en chef fondateur de la revue à comité de lecture The Annual Review of Energy, qui est publiée pour la première fois en 1976. Il en est resté l'éditeur jusqu'en 1992.

## Distinctions
Jack Hollander reçoit deux bourses Guggenheim, à la fois dans la catégorie des sciences naturelles et dans le domaine de la physique. La première est en 1958 et la seconde en 1965. Il est élu membre de l'Association américaine pour l'avancement des sciences en 1980 et de la Société américaine de physique en 1987.

## Vie privée
La première épouse de Jack Hollander est Margie Schnarr Hollander, avec qui il a trois enfants. Il épouse plus tard la pianiste Sharon Mann, la mère de ses deux beaux-enfants, le 31 décembre 1985. Il décède le 10 novembre 2019 à Berkeley, en Californie, à l'âge de 92 ans.